# La Grenouillère (Monet)
La Grenouillère (Bain à la Grenouillère) è un dipinto del pittore francese Claude Monet, realizzato nel 1869 e conservato al Metropolitan Museum of Art di New York.

## Descrizione

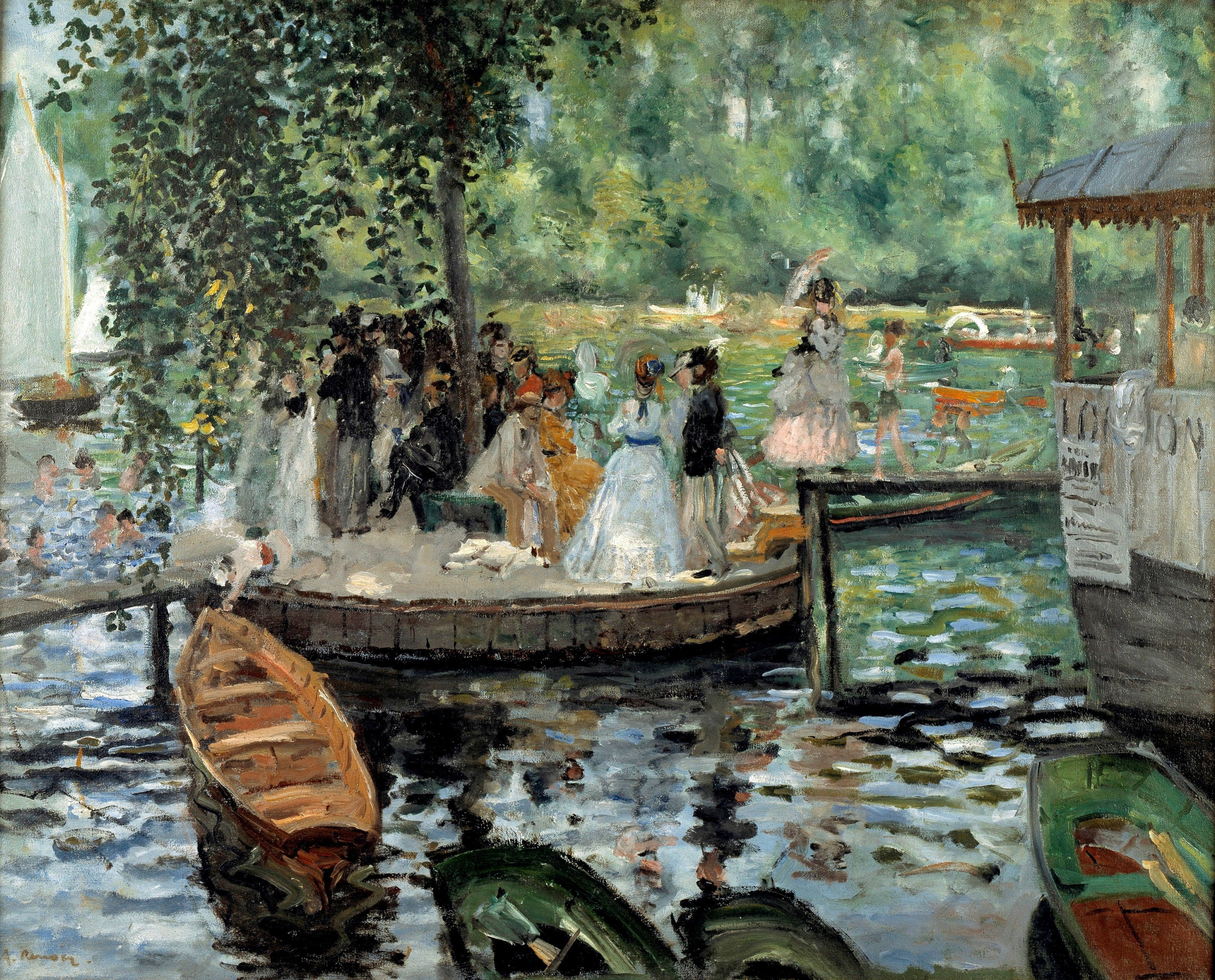
Pierre-Auguste Renoir, La Grenouillère (1869); olio su tela, 66×81 cm, Nationalmuseum, Stoccolma

Il dipinto si ambienta nel pittoresco villaggio di Bougival, a una ventina di chilometri da Parigi, e rappresenta l'isolotto di Croissy che divide il corso della Senna in due rami, collega tramite un ponte ad un caratteristico ristorante all'aperto. Il locale, che si trova sulla sinistra, è allestito su di una zattera ormeggiata alla riva ed è provvisto di alcuni stabilimenti balneari. È scherzosamente chiamato con il nome di Grenouillère, che in francese oltre a significare «stagno delle rane» indica anche l'allegro chiacchiericcio delle ragazze riunitesi per divertirsi e scambiare pettegolezzi.
Con quest'opera Monet coglie con pennellate rapide e corsive i fremiti di quella vie moderne di cui parlò Charles Baudelaire nel 1846: «L'eroismo della vita moderna ci circonda e ci avvolge [...] Modernità è tutto quanto è transitorio, fugace, contingente: una metà dell'arte, l'altra metà è l'eterno, l'inimitabile». Anche Pierre-Auguste Renoir, amico quasi fraterno del pittore, dedicò molti dipinti a questo tempio dell'amusement moderno: il confronto tra La Grenouillère monetiana e quella renoiriana, d'altronde, risulta particolarmente utile per mettere a fuoco le loro affinità e divergenze stilistiche, o - per usare altre parole - il loro diverso modo di aderire all'«Impressionismo», il quale di fatto si configura più come un macrocosmo di innumerevoli autori, più o meno assimilabili ad esso, che come un movimento organico e monolitico.
Al centro del dipinto troviamo l'isolotto artificiale di Croissy affollato da un gruppo di borghesi desiderosi di divertirsi: attorno all'alberello si dispongono infatti uomini e donne che conversano e due fanciulle in procinto di raggiungere i loro compagni in acqua per un bagno rigenerante. In primo piano, infine, troviamo alcune barche ormeggiate. Renoir, pur nella vaporosa astrattezza del suo tocco, si sofferma a lungo sulle fisionomie di queste figure. Monet, al contrario, nella sua versione della Grenouillère si limita a tratteggiare i vari bagnanti con poche picchiettate di colore estremamente sintetiche, che da una parte rendono l'immagine meno squillante rispetto a quella di Renoir, ma che dall'altra riescono a fornire una rappresentazione più analiticamente strutturata e rigorosa dei fenomeni naturali. L'attenzione di Monet si focalizza infatti sul movimento tenue dei flutti della Senna, che rifrangono e rispecchiano in modo tremolante la luce del sole e i colori della natura circostante: tutto, in questo quadro, sembra voler captare lo scintillio e le impressioni di una giornata estiva. Monet, in effetti, si sofferma molto sull'elemento acquatico e lo studia analiticamente in ogni suo riflesso, rappresentandolo con una serie di pennellate ampie, corpose e dense di colori che vanno dal bianco, all'azzurro, al giallo, al verde. Il tutto crea uno spettacolare effetto di realismo. L'effetto di luce ed ombra è creato utilizzando bruschi cambiamenti cromatici; le nuances si limitano al giallo, l'azzurro ed ai bruni.